# Sennyū-ji

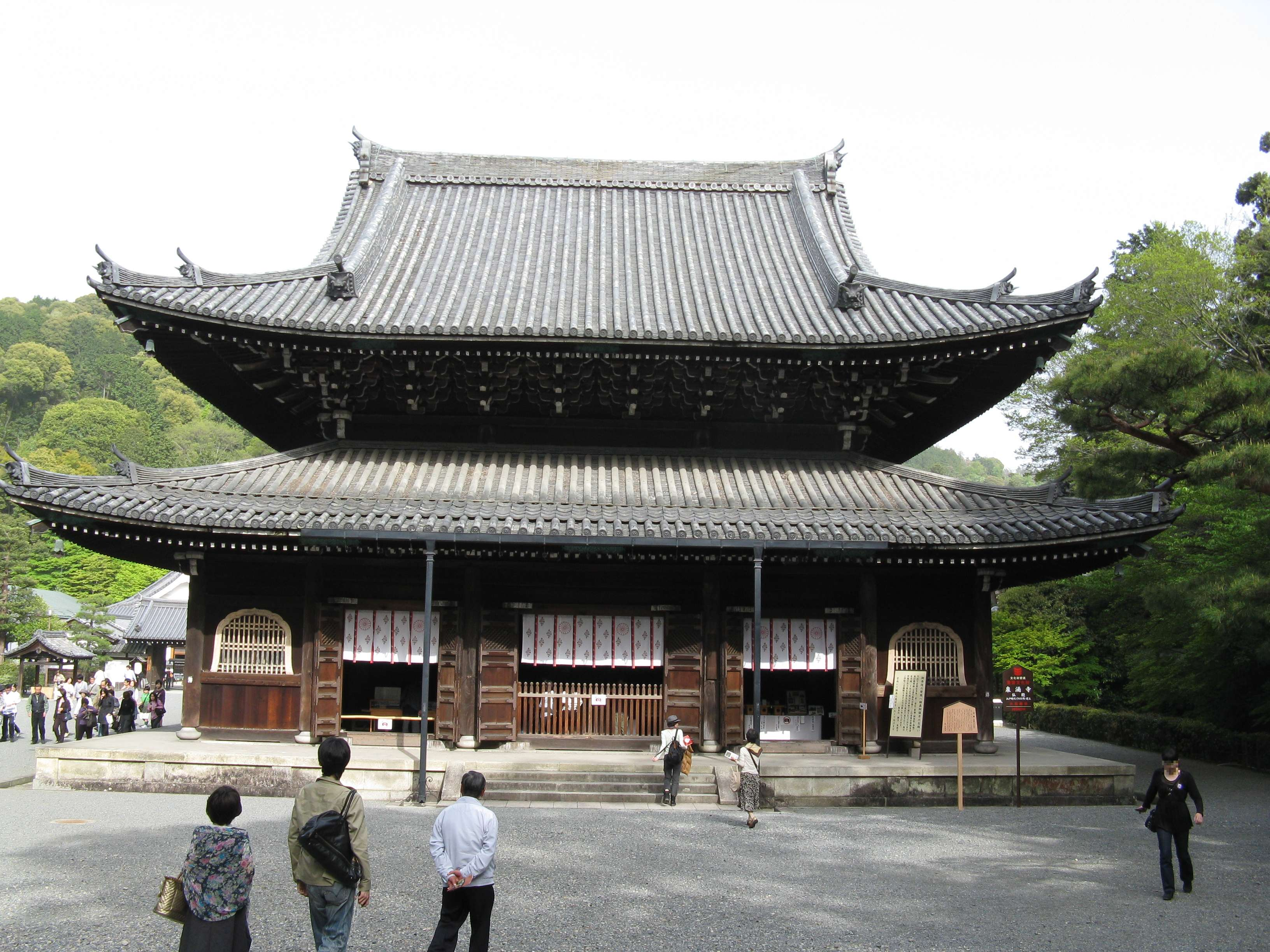
Die Buddha-Halle des Tempels

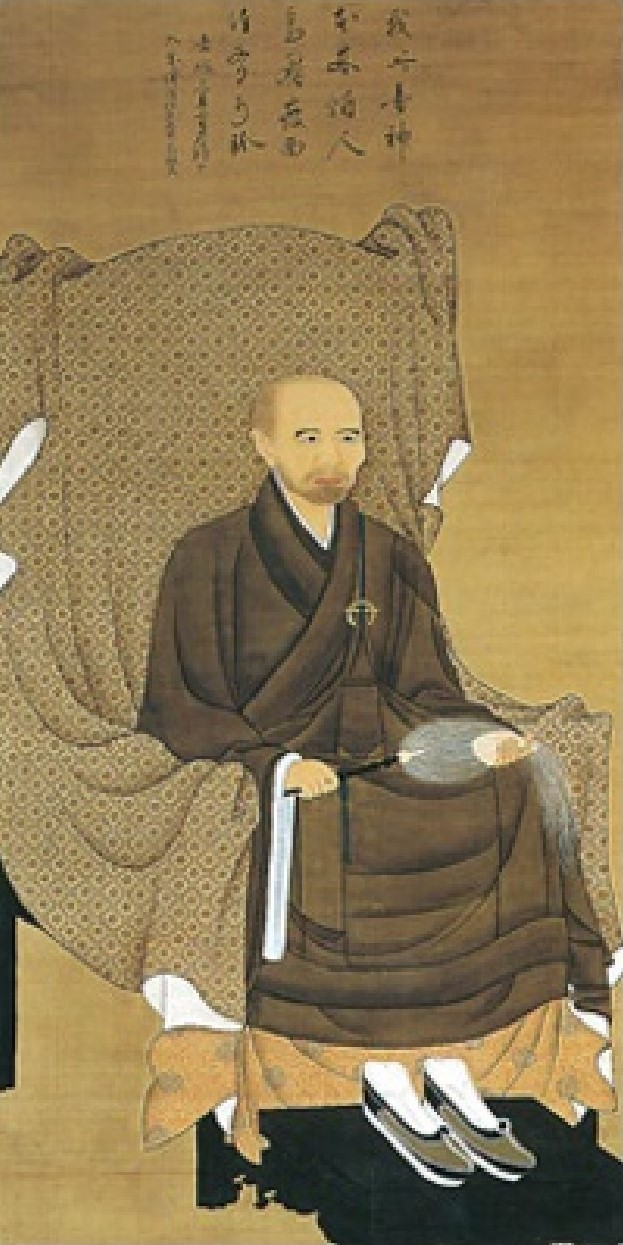
Garin Daishi

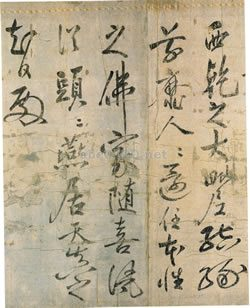
Bittschrift für Spenden, 1227

Der Sennyū-ji (japanisch 泉涌寺, auch Mitera (御寺), Senzan (泉山)) ist ein Tempel des Sennyūji-Zweiges des Shingon. Er liegt auf einem langen Abhang unterhalb des Berges Senzan am Südostrand der der Stadt Kyōto. Die zweite Silbe des Namens weist auf eine Quelle hin, die noch heute auf dem Tempelgelände vorhanden ist.

## Geschichte
Der Bau des Tempels soll mit dem von Kūkai errichteten Vorläufer, dem schlichten Hōrin-ji (法輪寺) begonnen haben. Nach einer anderen Überlieferung soll im Jahr 856 auf Wunsch von Fujiwara no Otsugu (藤原 緖嗣; 774–843) Oberpriester Shinshū (神修) den Hōrin-ji den Tempel mit dem Namen Sennyū-ji (仙遊寺) umgewandelt haben. Danach soll es einen Niedergang gegeben haben, bis dann 1218 Priester Nobufusa (信房) den Priester Shunjō (俊芿, posthum Garin Daishi (月輪大師); 1166–1227) mit dem Tempel betraut haben. Da auf dem Tempelgelände eine klare Quelle sprudelte, schrieb er den Tempel nun Sennyū-ji mit dem yū mit der Bedeutung sprudeln. Damals wurde der Tempel im Rahmen des Tendai-shū, des Shigon, des Ritsu und des Zen verehrt wurde, ging es dem Tempel gut. Shunjō, der als Priester viele Anhänger hatte, verfasste das Sennyū Kan’enso (泉湧寺勧縁疏; Nationalschatz), das er Kaiser Go-Toba im Ruhestand widmete. Er wurde unterstützt vom Kaiserhof und vom Adel, so dass der Tempel im Jahr 1224 zu Gebetstempel des Kaiserhauses (勅願寺, Chokuganji) wurde. Auch unter Shunjōs Nachfolger Tankai blühte der Tempel, so dass der Tempel zur Begräbnisstätte des Kaiserhauses wurde.
Seit 1242 Kaiser Shijō wurde in der Umgebung des Tempels Begräbnisstätten für die jeweiligen Kaiser angelegt, bis dann 1374  Kaiser Go-Kōgon als Neunter dort eingeäschert wurde. Im Ōnin-Krieg legten Soldaten Feuer, so dass der gesamte Tempel abbrannte. Danach unterstützten Oda Nobunaga und Toyotomi Hideyoshi zwar den Wiederaufbau, aber erst 1668 konnte die Buddha-Halle wieder errichtet werden.

## Die Anlage

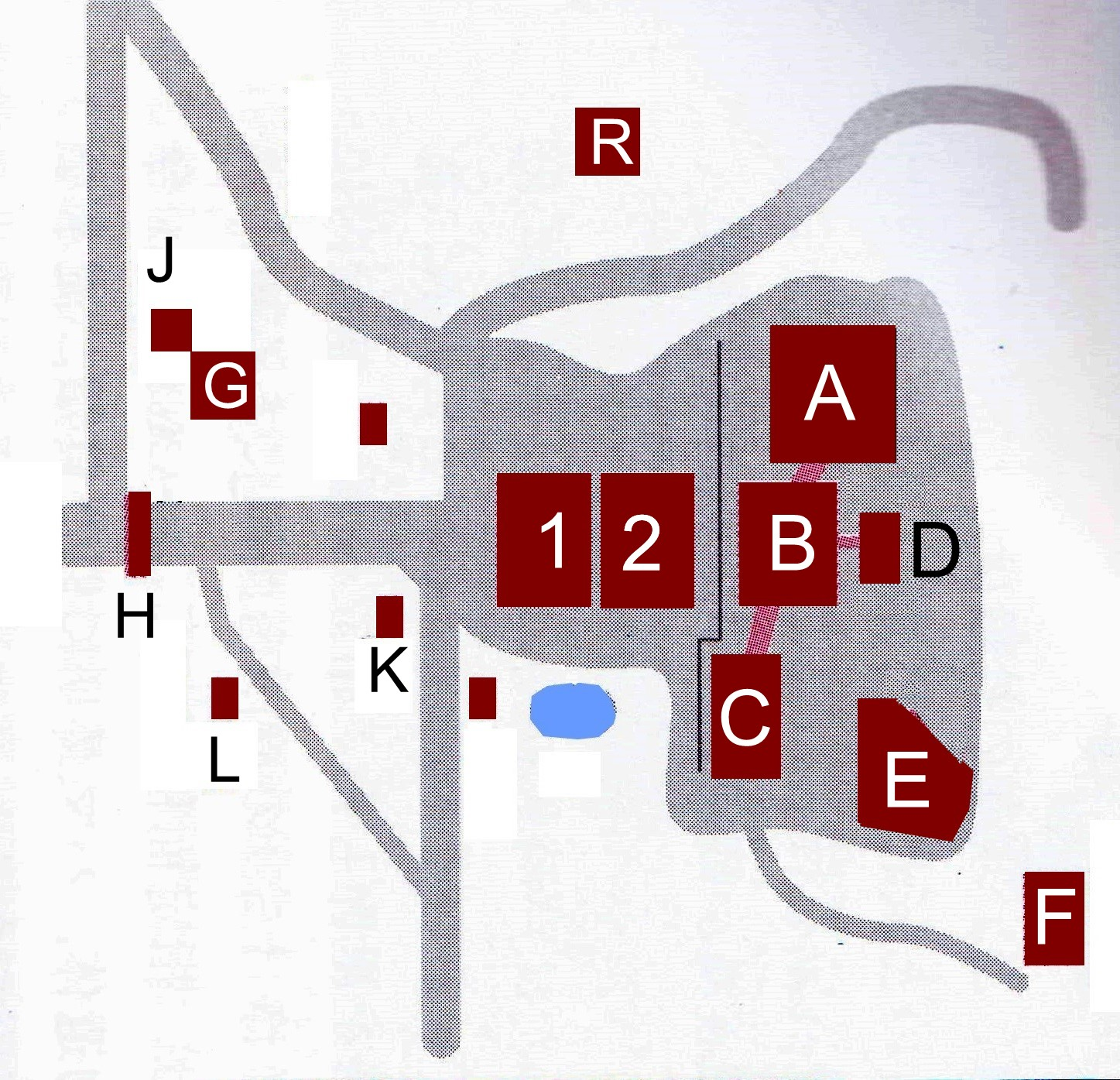
Plan des Tempels (s. Text)

Das Tempelgelände beginnt mit dem äußeren Tor (総門, Sōmon). Hat man das Tor passiert, so erstreckt sich zur linken Seite der Untertempel Sokujō-in (即成院), auch Sokujōju-in (即成就院), der 1902 von Fushimi hierher versetzt wurde. Dort befindet sich das Grab von Fujiwara no Toshitsuna (藤原 俊綱; 1028–1094), dem Begründer der Tachibana-Familie. Wie auch im Falle von Nasu Yoichi (那須 与市; 1169–1190), sind die Gräber mit großen Schatzpagoden aus Stein geschmückt. In der Haupthalle des Tempels wird Amida Nyorai verehrt, der von 25 Bosatsu umgeben ist. Die 16 Statuen, die als Erbe aus dem Fushimi-ji gelten, sind als wichtiges Kulturgut, im Folgenden mit ◎ markiert, registriert. Am 2. Sonntag im Oktober findet die Narikuyō (練供養) genannte Feier statt. Dabei werden die Statuen über einen dafür jährlich angelegten Brückenweg getragen. – Bei diesem Tempel befindet sich das Grab von Itō Kashitarō (伊東 甲子太郎; 1835–1867), einem Samurai, der zunächst Berater der Shogunats-treuen Gruppe Shinsengumi (新選組) war, sich aber dann der kaisertreuen Bewegung anschloss und daraufhin ermordet wurde.
Weiter oben, vom Grün umgeben, steht der Untertempel, das Raigo-in (来迎院; R). Jedes Jahr am 2. Montag im Januar, also am Feiertag zur Volljährigkeit, nimmt der Tempel an der Verehrung der Senzan-Sieben Glücksgötter als vierte Station mit dem Hotei teil.
Weiter oben kommt man zum Haupttor (大門 Daimon; H; ◎) aus der Momoyama-Zeit, das an der höchsten Stelle des Tempelgeländes steht. Zur Linken passiert man das Yōkihikannon-dō (楊貴妃観観音堂; J), ein kleines Gebäude, in dem eine sitzende Yōkihikannon (◎) verehrt wird. Zu ihrer Rechten und Linken sitzen je drei Rakan. Daneben befindet sich das Shinshōden (心照殿; G), ein Gebäude aus jüngster Zeit mit Ausstellungen zum Buddhismus. – Auf der rechten Seite hinter dem Tor stehen der Sutrenspeicher (経蔵 Kyōzō; L) und das Badehaus (浴室 Yokushitsu; K).
Die Buddha-Halle (仏殿 Butsuden; 1; ◎) aus dem Jahr 1668 ist im Zen-Stil errichtet. Sie beherbergt in ihrer Mitte eine Statue des Amida-Buddha, flankiert von zwei Begleitern. – Hinter der Buddha-Halle befindet sich die im gleich Stil errichtete Reliquienhalle (舎利殿 Shariden; 2) aus der Edo-Zeit. Im Inneren befindet sich eine vergoldete Schatzpagode (宝塔, Hōtō) aus der Kamakura-Zeit.
Im hinteren, abgetrennten Bereich des Tempels liegt die Abtresidenz (方丈 Hōjō; A). Daneben steht die Ruhehalle (御座所 Gozasho, B). Sie wurde nach einem Brand 1882 im selben Jahr wieder errichtet. Sie dient der kaiserlichen Familie während des Besuches der Gräber der Vorfahren in der von einer Mauer umgebenden Begräbnisstätte (月輪陵 Tsuki no Misasagi; E) mehrerer Kaiser, von Kaiser Shijō und Go-Mizunoo bis Kaiser Ninkō. Die Gedächtnishalle (霊明殿 Reimeiden; C) wurde vom kaiserlichen Palast in Kyoto hierher versetzt. Sie enthält Stelen, die an verschiedene Kaiser erinnern. Die kleine Halle Kaikaidō (海会堂; D) mit quadratischem Grundriss soll ebenfalls vom Kaiserpalast hierher versetzt worden sein.
Etwas außerhalb dieses Tempelbereiches befindet sich die Tempelgründer-Halle (開山堂 Kaisandō; F; ◎) mit quadratischem Grundriss. Sie wurde in der Kambun-Zeit (1641–1677) für Priester Shunjō errichtet.

## Schätze des Tempels
Neben dem erwähnten Sennyū Kan’enso sind als Nationalschätze ausgewiesen das Gemälde (farbig auf Seide) des Zen-Priesters Wuzhun (無準; 1177–1248; Song-Dynastie) und unter den Schriften des Wuzhun eine Bittschrift für Spenden (附法状 Tsuketari hōjō; 1227).
Zu den wichtigen Kulturgütern gehören Skulpturen, zahlreiche Gemälde und Schriften.

## Bilder

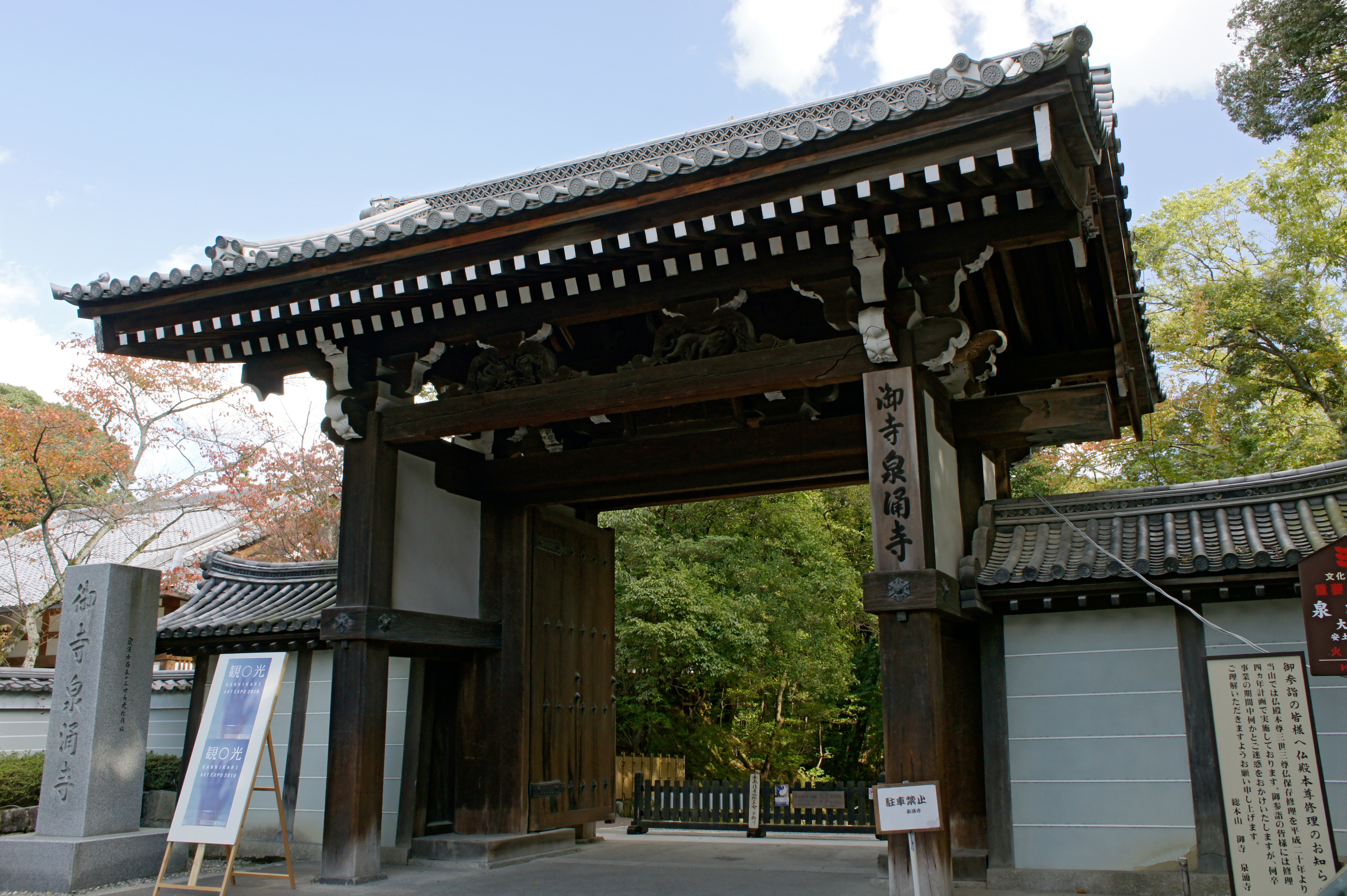
Haupttor
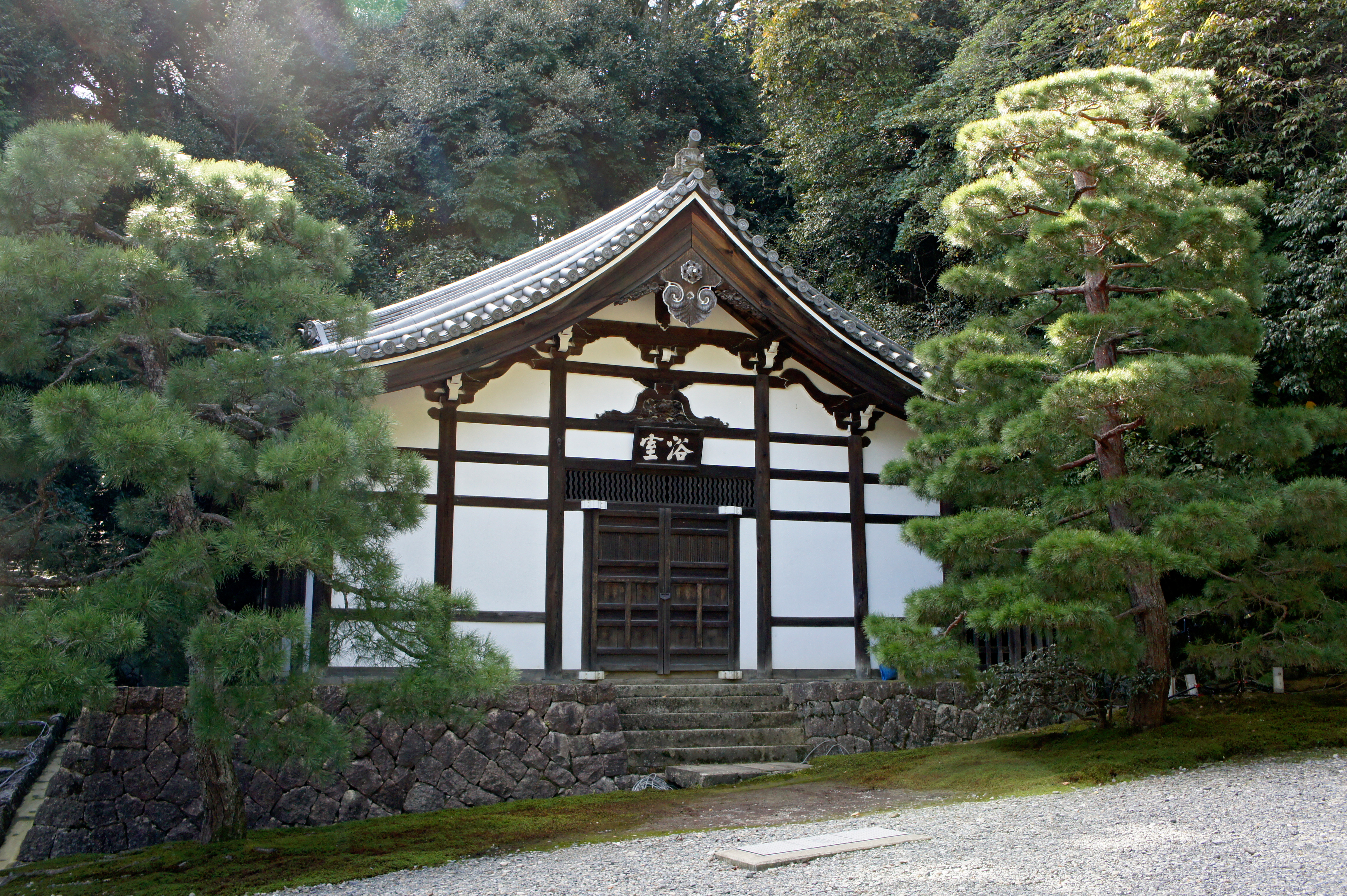
Badehaus
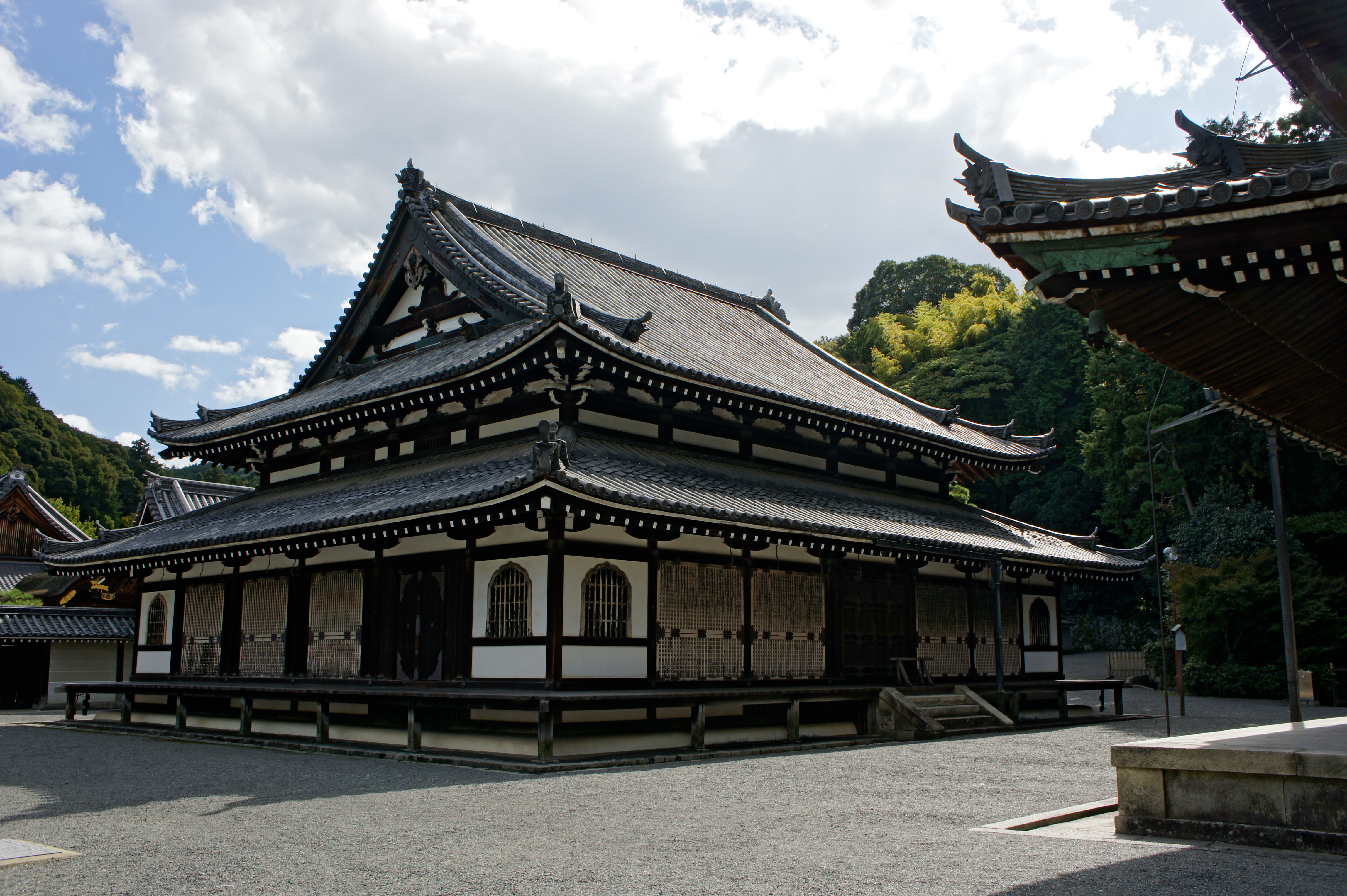
Reliquienhalle
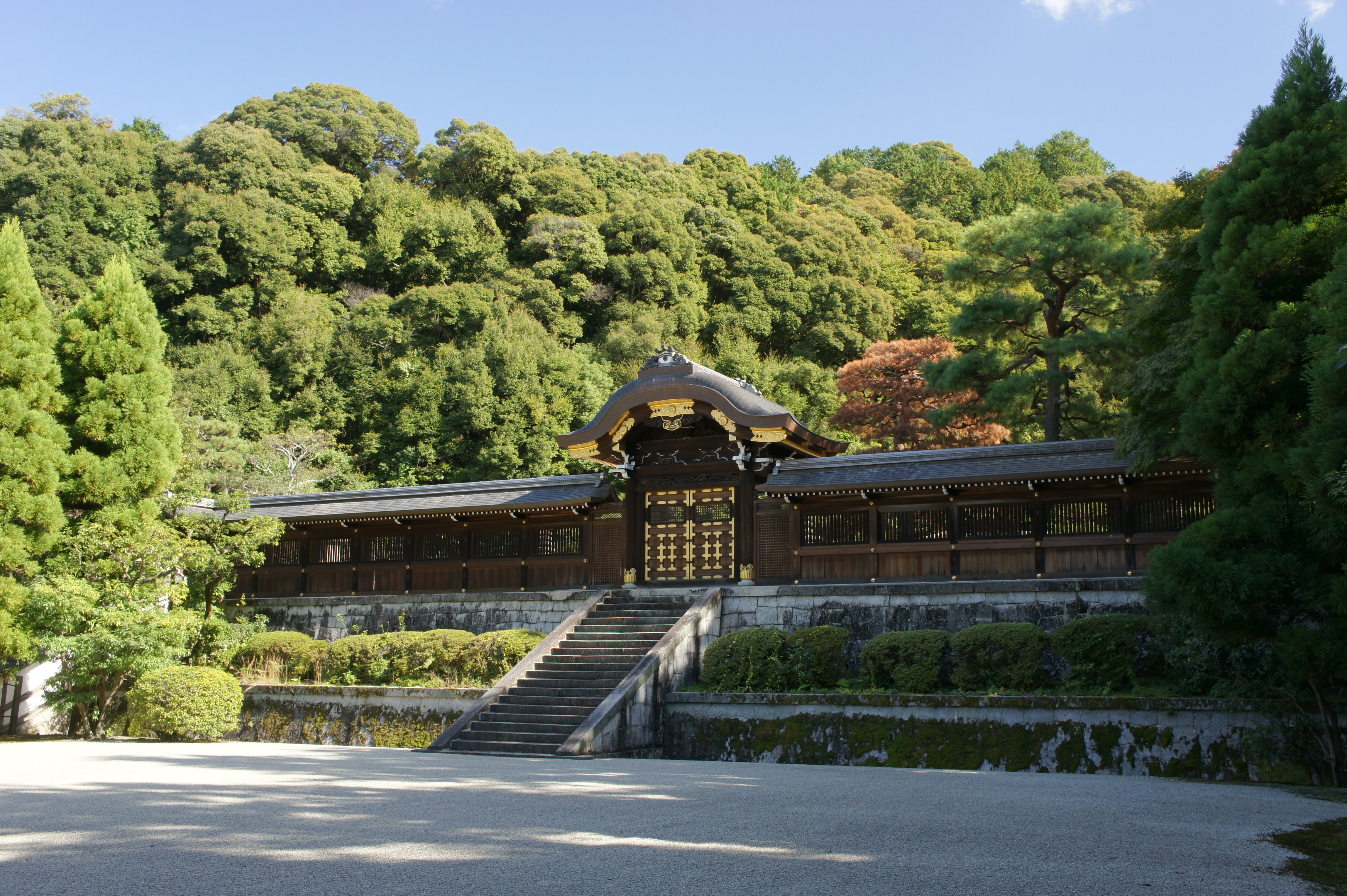
Begräbnisstätte der Kaiser
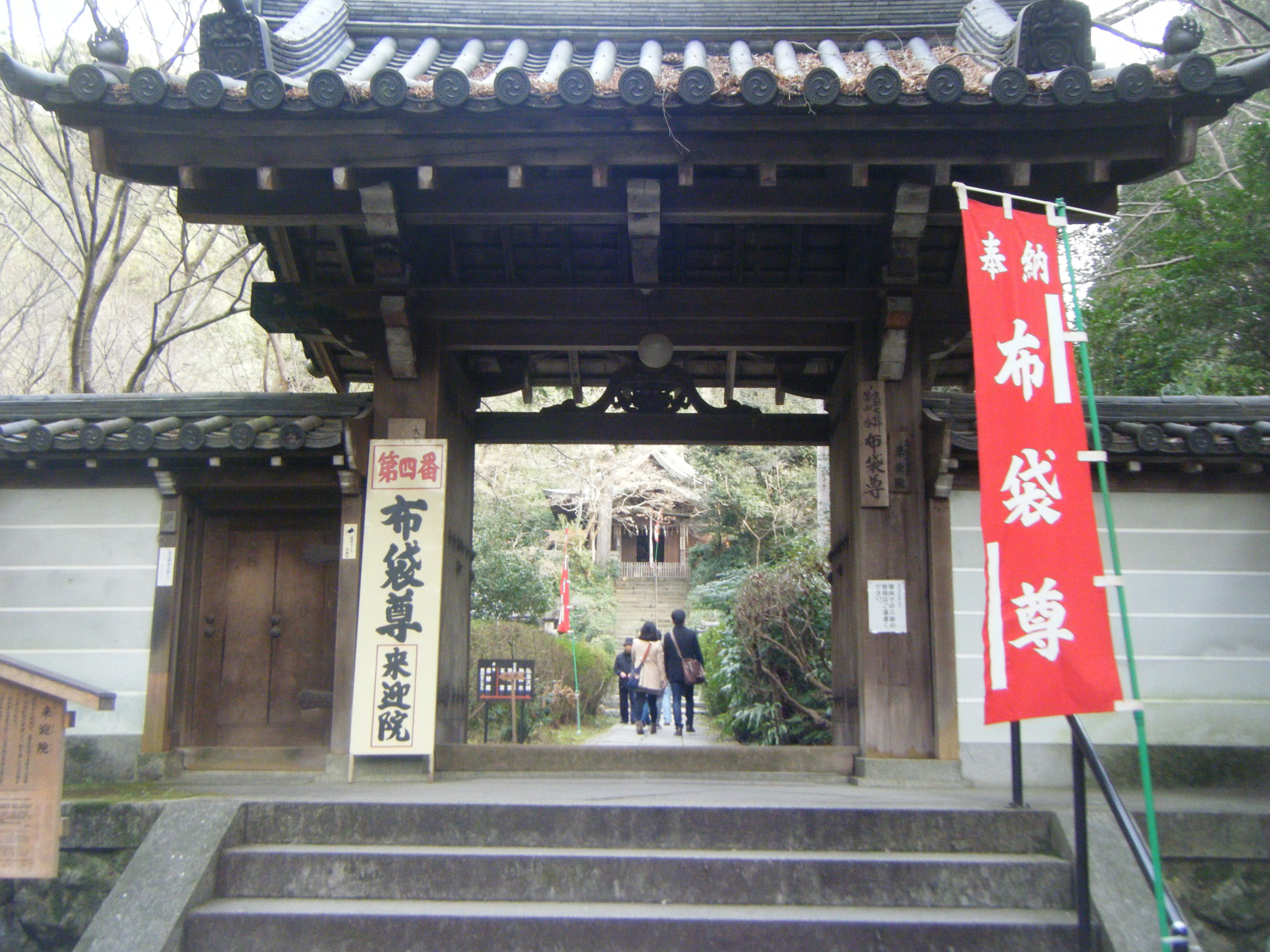
Eingang zum Raigo-in[A 1]